# Qalatiyah
Qalatiyah (tiếng Ả Rập: قلاطية, cũng đánh vần Qlltia, Kilitia, hoặc Kulleituliyeh) là một ngôi làng ở phía bắc Syria nằm ở phía tây Homs thuộc tỉnh Homs. Theo Cục Thống kê Trung ương Syria, Qalatiyah có dân số 724 người trong cuộc điều tra dân số năm 2004. Cư dân của nó chủ yếu là Kitô hữu Chính thống Hy Lạp.